# Час пик

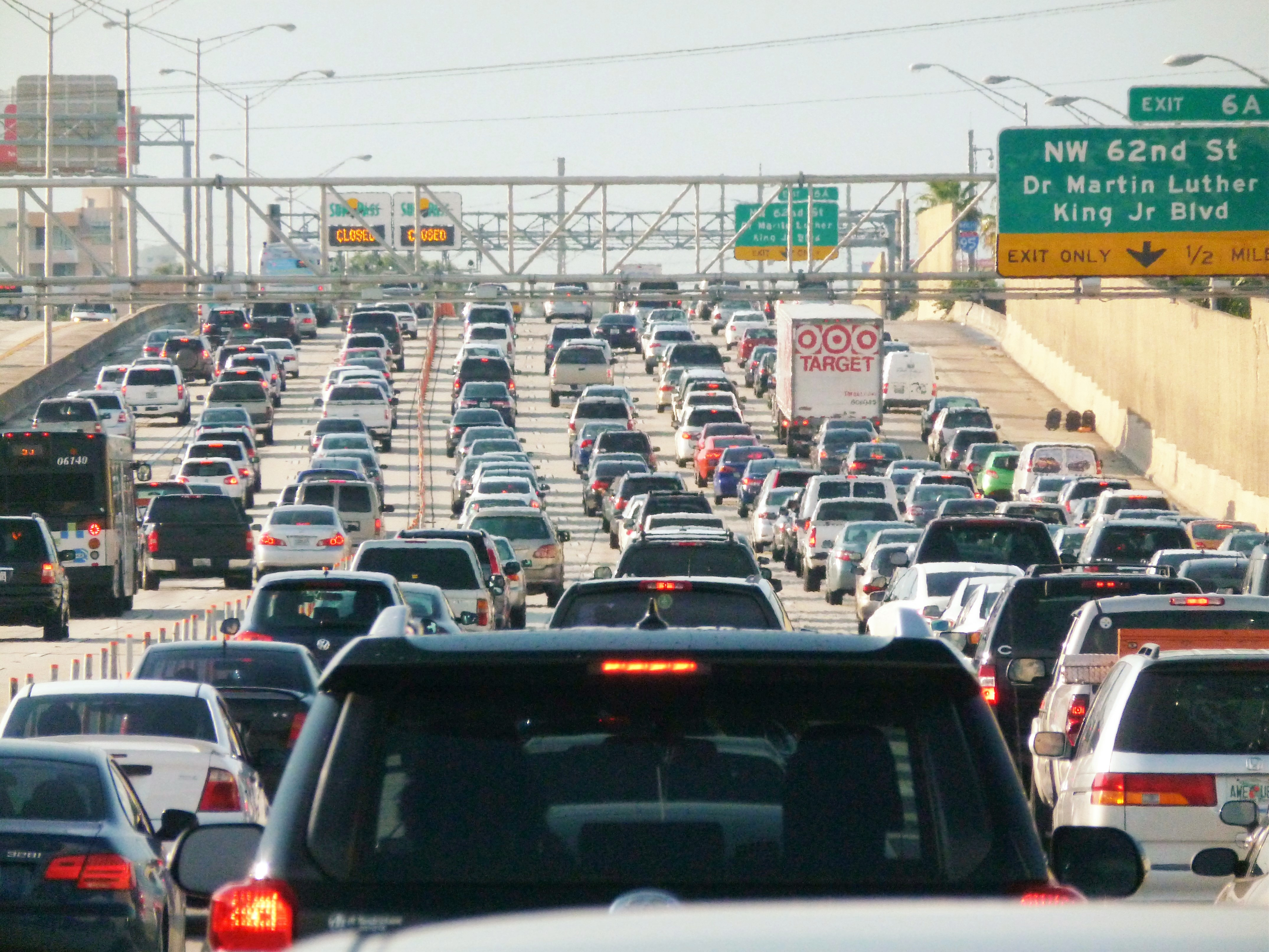
Дорожное движение в час пик на межштатной автомагистрали I-95 в Майами

Час пик (калька с англ. peak hour) — временные промежутки, когда в городах происходит наиболее массовое передвижение людей, чаще всего от мест их проживания к местам работы и учёбы — утром (примерно с 7 до 9 часов) или в обратном направлении — вечером (примерно с 17 до 19 часов).

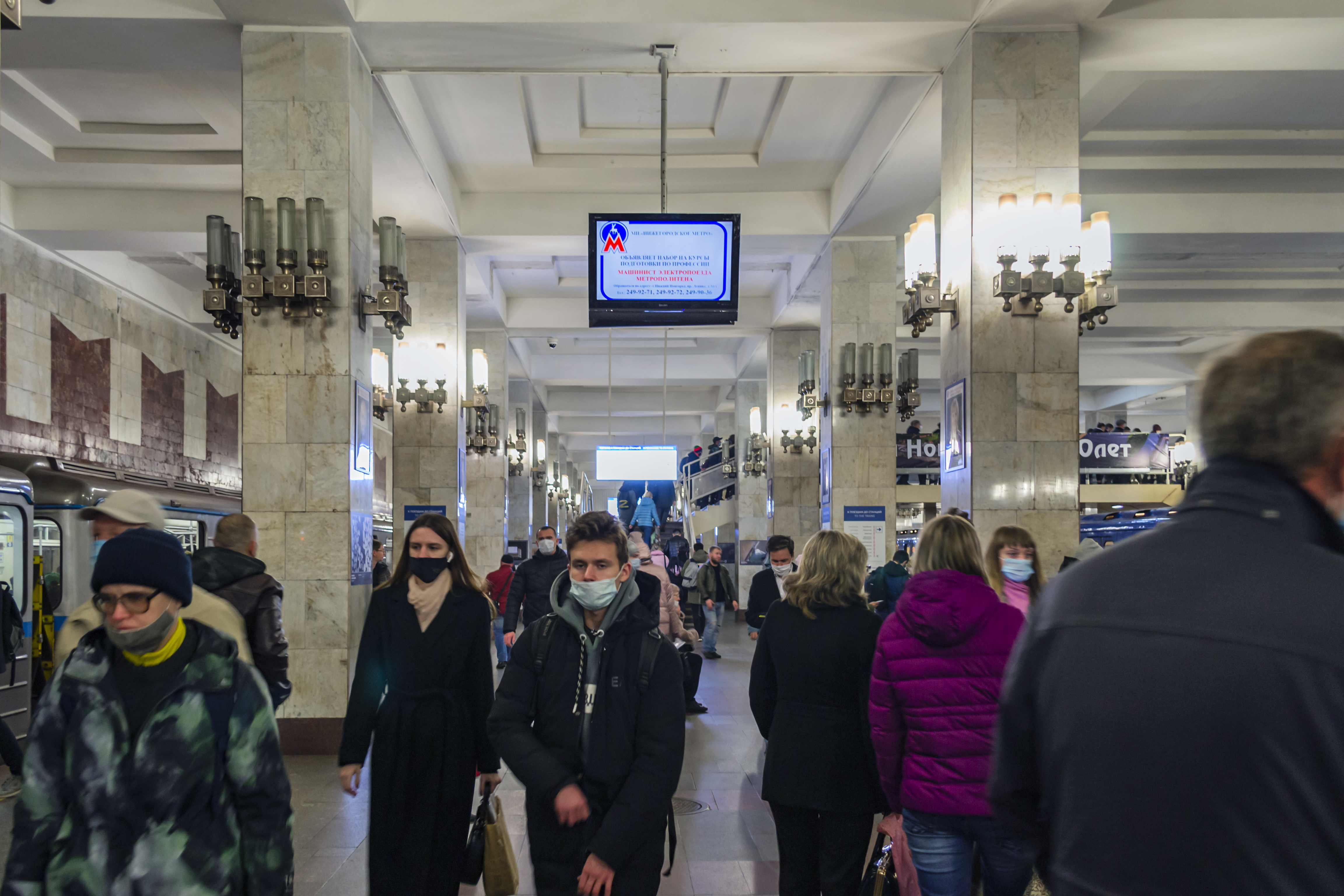
Станция «Московская» Нижегородского метрополитена в вечерний час пик

Час пик обыкновенно случается в будние дни. В периоды хорошей погоды час пик возможен также и в выходные дни на выезде из городов, когда большинство людей спешит выехать на природу. В это время резко возрастает нагрузка на общественный транспорт, автотранспортные магистрали и пригородное железнодорожное сообщение. Возможно переполнение общественного транспорта, образование заторов на трассах. Для снижения пиковых нагрузок транспортной сети (путём перераспределения их на больший период времени) применяется разнесение часов работы (например, в Москве) и выходных дней (например, в Японии) для разных учреждений и организаций.
Термин очень широк, но часто относится конкретно к частному автомобильному транспортному трафику, даже при наличии большого объёма автомобилей на дороге, но не такого большого количества людей, или если объём соответствует норме, но есть затор. По аналогии с автомобильным движением термин «час пик в Интернете» используется для описания периодов пикового использования сетей передачи данных, что приводит к повышению пинга и потере пакетов данных.

## Определение
Иногда это название используется неправильно, поскольку пиковый период часто длится более одного часа, а «пик» относится к объёму трафика, а не к скорости его потока. Час пик может быть с 06:00 до 10:00 и с 15:00 до 19:00. Периоды пикового трафика могут варьироваться от страны к стране, от города к городу, от региона к региону и в зависимости от сезона, например сезон отпусков.

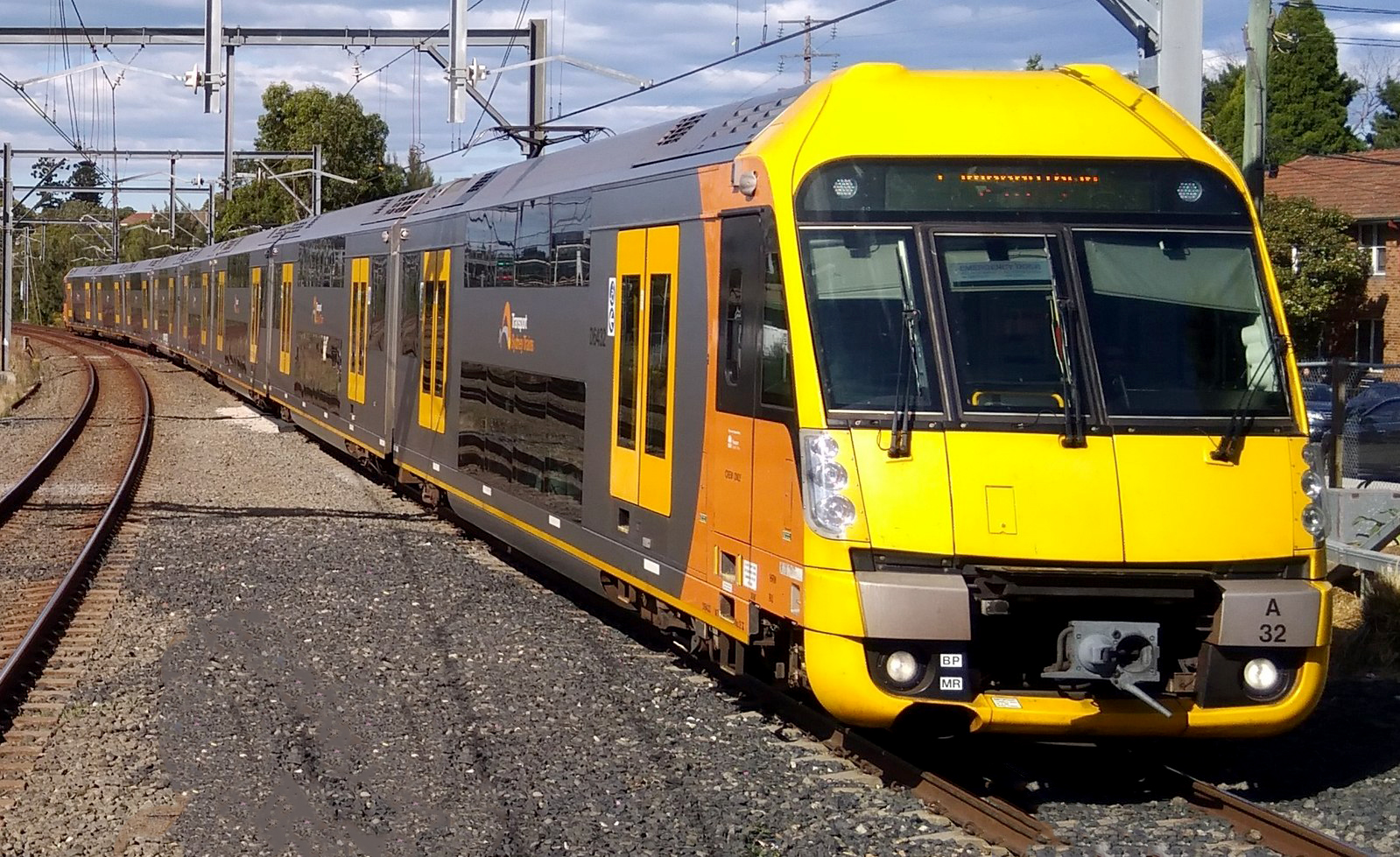
Состав в сети Sydney Trains. Все пригородные поезда в сети имеют две палубы для увеличения пропускной способности.

Частота движения общественного транспорта обычно выше в час пик, могут использоваться более длинные поезда или более крупные транспортные средства. Однако увеличение пропускной способности меньше, чем увеличение количества пассажиров, из-за ограничений на доступные транспортные средства, персонал и, в случае железнодорожного транспорта, пропускную способность пути, включая длину платформы. В результате скопление людей может заставить многих пассажиров встать, а другие не смогут подняться на борт. Недостаточная пропускная способность может сделать железнодорожный транспорт менее привлекательным, что приведёт к увеличению использования автомобилей и частичному перемещению заторов на дороги.
Управление спросом на транспорт, например, ценообразование на дорогах или плата за пробки, призвано побудить людей изменить время поездки, чтобы минимизировать заторы. Точно так же плата за проезд в общественном транспорте может быть выше в периоды пиковой нагрузки; это часто представляется как пик от скидки для отдельных тарифов на проезд. Абонементы или билеты на несколько поездок, продаваемые со скидкой, обычно используются пассажирами пригородных поездов в часы пик и могут отражать или не отражать разницу в тарифах на час пик.
Шахматный график работы рекламировался как средство распределения спроса на более длительный промежуток времени — например, в «Часе пик» (фильм 1941 г.) и Международным бюро труда.

## Управление трафиком по странам

### Австралия и Новая Зеландия
Утром (6:00—9:00) и вечером (16:30—19:00) Сидней, Брисбен и Мельбурн, Окленд и Крайстчерч обычно являются наиболее густонаселёнными городами Австралии и Новой Зеландии соответственно. В Мельбурне шоссе Монаш, соединяющее пригородные районы Мельбурна с городом, обычно сильно загружено каждое утро и вечер. В Перте, Митчелл шоссе, шоссе Квинана и другие транспортные артерии, как правило, перегружены и между часами пик, что делает движение между пригородами и городом довольно медленным.
Меры по минимизации заторов на дорогах в часы пик варьируются в зависимости от штата и города.
В Мельбурне пробки решаются с помощью следующих средств:
- Въездные транзитные полосы на загруженных автострадах, которые ограничены для мотоциклов и других транспортных средств с более чем одним пассажиром в периоды загруженности.
- Бесплатный проезд в столичных поездах до 7 утра. Пассажиры должны выйти из системы на станции назначения до 7 часов утра.
- Выделенные автобусные полосы на основных городских дорогах, таких как Ходдл-стрит.
- Введение выделенных велосипедных полос (часто путём удаления полос для движения транспортных средств) во внутренних районах города для поощрения велосипедистов и сдерживания транспортных средств с двухколейным движением.
- Запрет парковки на оживлённых дорогах в периоды пиковой нагрузки для создания дополнительной полосы движения.

В Сиднее с перегрузкой транспортной сети смогли справиться комплексными решениями, в том числе:
- Автобусы увеличивают частоту с 4 в час до 12 в час в сети Metrobus, другие маршруты увеличиваются с ограниченным количеством рейсов и экспресс-службами
- Сеть Sydney Trains управляет двухэтажными электрическими многоэлементными поездами, которые позволили гораздо большему количеству пассажиров сесть в поезда по сравнению с одноуровневыми «Red Rattlers» и «Silver Ghosts» 1950-х годов.
- Цены на билеты с указанием времени суток позволяют пассажирам поездов садиться в поезда до 6 утра или после 19 часов по более низкой цене на разовые или дневные билеты в оба конца.
- Транзитные полосы и / или полосы HOV проложены на многих основных магистралях,
- Проект ClearWays, который позволяет сломанным поездам в сети Sydney Trains не влиять на движение поездов на отдельных линиях из-за объездных дорог и кольцевых путей вдоль существующего пути.
- Линия сиднейского легкорельсового транспорта Dulwich Hill Line, которая была первой действующей линией легкорельсового транспорта в Сиднее, увеличивает интервалы движения в часы пик, обеспечивая обслуживание до каждых восьми минут.[2]

Перегрузка трафика управляется через Центр управления трафиком через сеть замкнутых телевизионных сетей, при этом операторы могут изменять синхронизацию сигналов трафика, чтобы сократить время ожидания.
- Большинство крупных автомагистралей имеют возможность противотока, чтобы обеспечить непрерывное движение транспорта в случае крупной аварии
- Старые автомобильные дороги были улучшены с двух полос в каждом направлении до трёх полос в каждом направлении
- Пункты взимания платы за проезд на автомагистралях были заменены электронными системами взимания платы за проезд; на мостах Сиднейской гавани и туннеле в гавани Сиднея используется повременная плата за проезд, чтобы обеспечить денежный стимул для пассажиров пригородных поездов, чтобы они не выезжали из города в часы пик.

### Китай

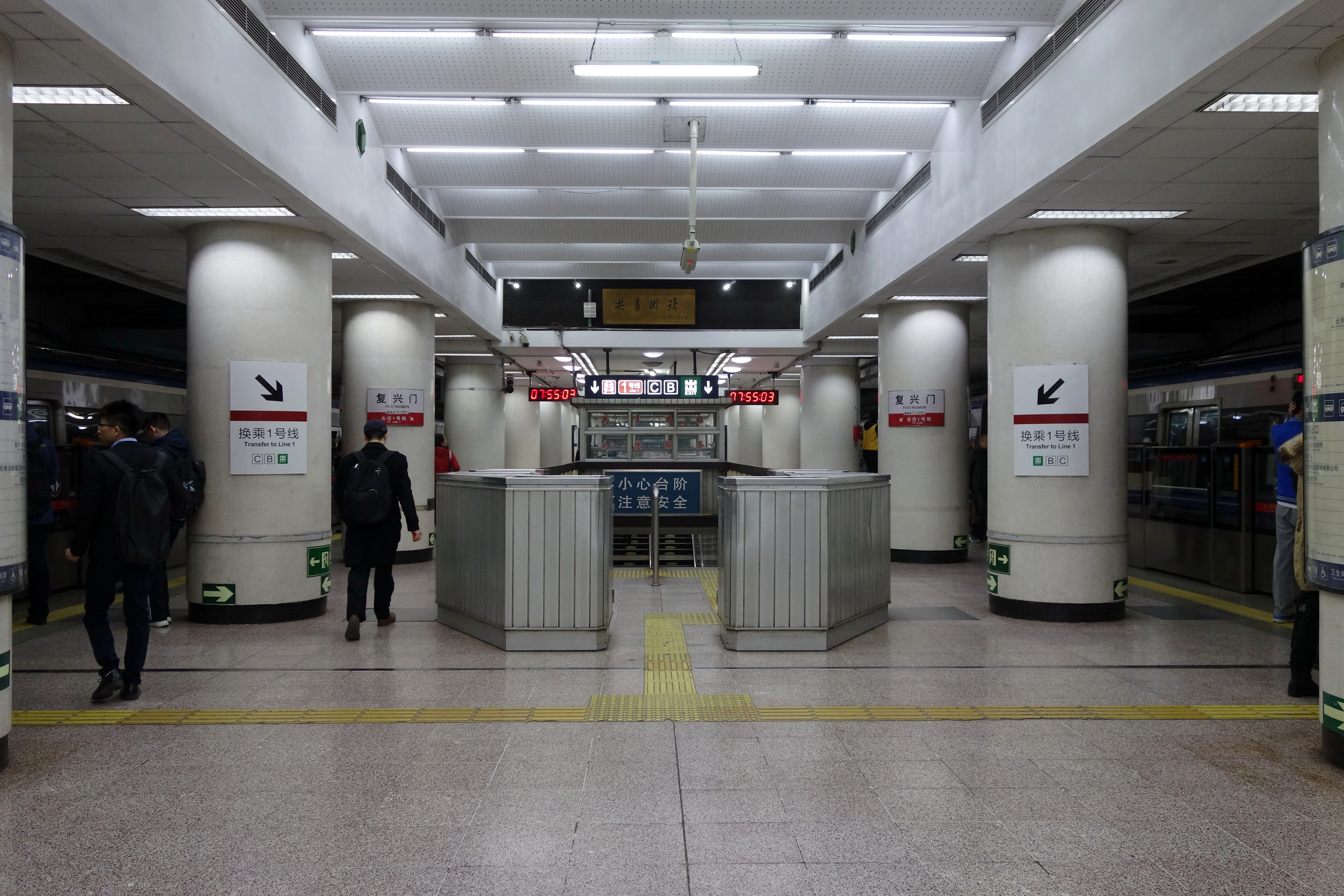
Переезд станции Фуксинмэнь с линии 2 на линию 1. Обратите внимание на барьер, используемый для ограничения пассажиропотока, чтобы уменьшить заторы на платформах линии 1.

В Китае расположены одни из самых загруженных сетей метро в мире. Несмотря на активное расширение сетей скоростного транспорта в последнее десятилетие быстрый рост городского населения предъявил большой спрос на городской транспорт. Некоторые системы обычно ограничивают входы на станции и переходы для предотвращения перегрузки сети. Например, 96 станций метро в Пекинском метро имеют ограничения на вход в определённый момент дня. В метро Гуанчжоу 51 станция с ограничениями пассажиропотока.

### Колумбия
В рамках программы pico y placa (пик и номерной знак) в Боготе водителям некоммерческих автомобилей запрещается управлять ими в часы пик в определённые дни недели. Автомобили, запрещённые каждый день, определяются по последней цифре их номерных знаков. Мера обязательна, нарушители наказываются. Ежедневно запрещённые цифры меняются каждый год

### Япония

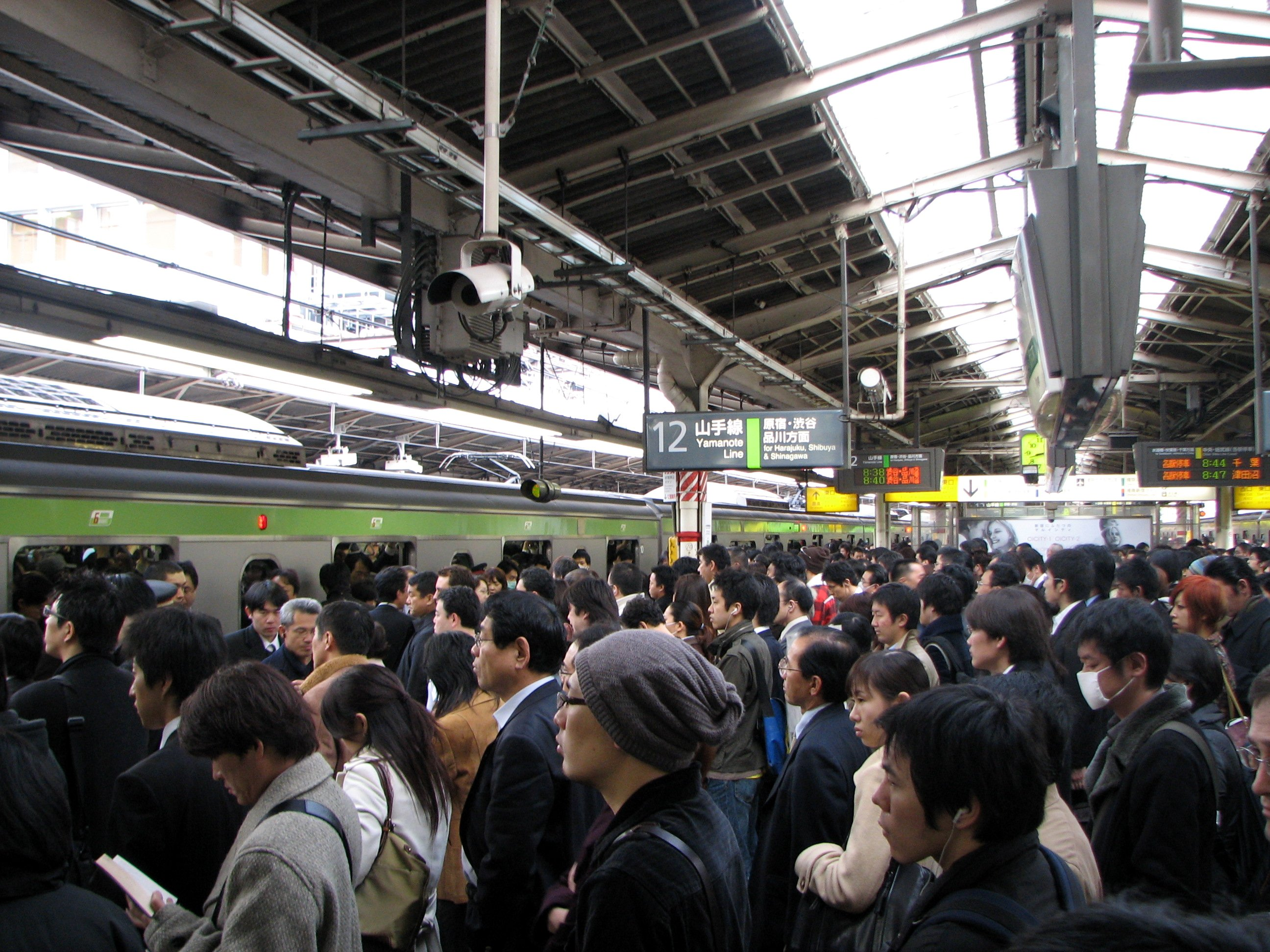
Час пик на самой загруженной в мире станции Синдзюку, Токио

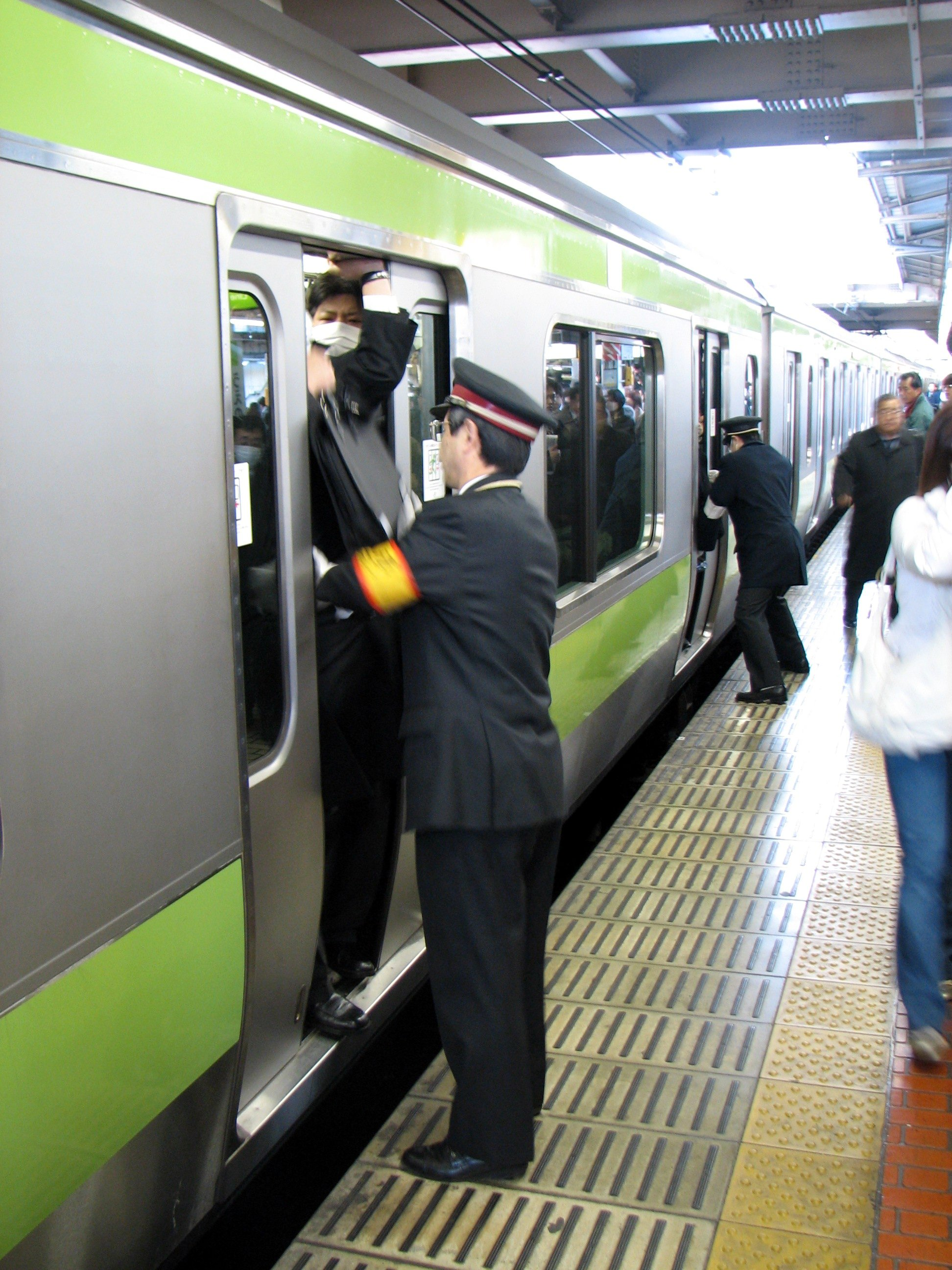
Час пик на вокзале Уэно в Токио, 2007 год.

Железные дороги в районе Большого Токио традиционно сильно загружены, и для помощи пассажирам при посадке на заполненный людьми поезд используются осия. Ситуация постепенно улучшается за счёт увеличения пропускной способности железных дорог и управления спросом. На линиях поездов в Токио значительно сократилась переполненность, и сегодня их пропускная способность составляет в среднем 163 %. Это контрастирует со средней загрузкой в 221 процент от проектной мощности поездов в часы пик 1975 года.

## Соединённое Королевство
В Лондоне проездные карты Peak Day позволяют путешествовать в любое время. Дневные проездные в сезон с низким спросом на 20-50 % дешевле, но действительны для путешествий только после 9:30 и в выходные дни. Это попытка поощрить пассажиров пригородных поездов на лондонском метро, Доклендском рельсовом транспорте, автобусах и трамваях за рамками утреннего час пика в будний день. Аналогичная система существует на транспорте (Метрополитен Тайна и Уира) в районе Ньюкасл-апон-Тайн. В Лондоне, сбор за заторы предназначен, чтобы препятствовать вождения с 7 утра до 6 вечера.
Для владельцев железнодорожных карт 16-25 лет предложение о скидке на одну треть билета действует только после 10 часов утра (если не оплачен минимальный тариф) или в выходные дни. Это ограничение не распространяется на июль и август, основной сезон летних отпусков.

### Соединённые Штаты Америки
Усилия по управлению спросом на перевозки в периоды пиковой нагрузки различаются в зависимости от штата и мегаполиса. В некоторых штатах на автострадах обозначены полосы движения, которые становятся HOV (High-Occupancy Vehicle, иначе говоря, «объединение автомобилей») только в часы пик, а в остальное время открыты для всех транспортных средств. В других странах, например, на автомагистрали I-93 в Массачусетсе, в это время разрешено движение по полосе аварийной остановки. Некоторые штаты используют измерители пандусов для регулирования движения на выезде на автострады в час пик. Транспортные чиновники в Колорадо и Миннесоте повысили цены на некоторые городские автострады вокруг Денвера, городов-побратимов и Сиэтла, взимая с автомобилистов более высокую плату за проезд в пиковые периоды.
Утренний час пик может варьироваться с 6 до 10 утра в таких городах, как Нью-Йорк. Некоторые жители Нью-Йорка стараются быть в пути как минимум к 6 утра, потому что с 6:30 до 10:00 движение становится интенсивным. Многие пассажиры поездов уезжают рано, чтобы занять лучшие места в поездах, потому что к 7 часам утра поезда забиты стоящими пассажирами или теми, кто не может сесть. В Лос-Анджелесе, штат Калифорния, есть несколько часов пик, в том числе полночный пик для ночных работников. Автобусные и железнодорожные перевозки (например, [Metrolink) в Лос-Анджелесе ограничены и, как правило, используются недостаточно, но их использование увеличивается. В районе Чикаго люди пользуются поездами Metra Trains, Чикагским метрополитеном и автобусами.
На северо-востоке Огайо, недалеко от Кливленда, утренний пик — 7-9 утра, пик — 7:30-8:30. Из-за компактных размеров Кливленда большинство людей могут оказаться в центре Кливленда за 10-45 минут. Автобусный парк направляет автобусы каждые полчаса или чаще, а некоторые маршруты имеют нон-стоп автострады автобусов, которые работают в час пик. Тяжёлые железные дороги Red Line ходят каждые десять минут, а легкорельсовые поезда Blue, Green и Waterfront Line ходят каждые пятнадцать.
Также есть послеобеденный час пик. Например, в районе Нью-Йорка послеобеденный час пик может начинаться с 14:30 до 15:00 и длиться до 19-19:30. Некоторые люди, которые живут в Коннектикуте, но работают в Нью-Йорке, часто не возвращаются домой до 19:00 или позже. С другой стороны, в небольшом городе, таком как Кливленд, послеобеденный час пик имеет место в более буквальном смысле, так что интенсивные пробки обычно возникают только между 17 и 18 часами вечера.
Город Филадельфия известен своей очень опасной скоростной автомагистралью Скилкилл, большая часть которой возникла ещё до введения в 1956 году системы автомагистралей между штатами. Одна из самых загруженных автомагистралей в стране (и в штате Пенсильвания), она стала печально известна своими хроническими заторами, особенно в час пик. Час пик в Филадельфии обычно начинается в 6 часов утра, и многие жители долины Делавэр используют Schuylkill, чтобы добраться до Центральной Филадельфии и некоторые из западных пригородов Филадельфии. Изрезанная местность, ограниченное пространство на набережной, покрываемое маршрутом, и узкие пролёты мостов, проходящих через шоссе, в значительной степени препятствовали более поздним попыткам модернизировать или расширить шоссе. В среднем 163 000 автомобилей ежедневно используют дорогу в округе Филадельфия, а в среднем 109 000 автомобилей используют шоссе в округе Монтгомери. Узкая полоса движения и конфигурация левого обочины, въезды и съезды с левой полосы (прозванные «объединяйся или умри»), обычные строительные работы и в целом перегруженные условия привели ко многим авариям, тяжёлым травмам и смертельным исходам, что привело к юмористическому прозвищу «Сукилл» Скоростная автомагистраль" или, в дальнейшем, «англ. Surekill Distressway».
Бостон и более крупный регион Большого Бостона печально известны заторами на дорогах из-за высокой плотности населения в регионе, устаревшей системы автомагистралей и экономического роста, что приводит к высокой концентрации корпораций с большими офисами, расположенными вдоль основных скоростных автомагистралей и городских развязок (включая Route 128 , MassPike , I-93 и I-495). Несмотря на компактный характер региона, въездной трафик на всех скоростных автомагистралях становится очень сложным уже в 6 часов утра обычного буднего дня, в результате чего въезд из пригородов занимает 75 минут. Улучшения, принесённые печально известной Big Dig — Проект временно улучшил движение на скоростных автомагистралях в пределах города Бостона, но вскоре пробки на дорогах вернулись, что также появилось в таких областях, как быстро развивающийся район Морского порта в Южном Бостоне

## Третий час пик
Термин «третий час пик» используется для обозначения полуденного периода, когда дороги в городских и пригородных районах становятся перегруженными из-за того, что многие люди используют свои автомобили в перерывах на обед.Эти автомобилисты часто бывают в ресторанах и заведениях быстрого питания, где автомобили, теснящие подъезды, вызывают заторы на дорогах. Активные пенсионеры, которые путешествуют на автомобиле, чтобы заниматься многими дневными делами, также вносят свой вклад в полуденный час пик. Районы с большим населением школьного возраста также могут испытывать дополнительные заторы из-за большого количества школьных автобусов и путешествий. Движение, которое наводняет дороги после обеда, но до вечернего часа пик. Во многих европейских странах (например, в Германии, Австрии, Венгрии) школы работают только на полдня, и многие люди также работают неполный рабочий день. Это вызывает третий час пик примерно с 12:30 до 14:00, что отвлекает часть движения от вечернего часа пик, таким образом делая утренний час пик самым интенсивным периодом дня.
Другое использование термина «третий час пик» может заключаться в описании скопления людей поздно ночью (обычно между 22-11 часами и 2-3 часами утра следующего дня, особенно по четвергам, пятницам и субботам) людей, возвращающихся домой после ночей, проведённых вне дома: рестораны, бары, ночные клубы, казино, концерты, парки развлечений, кинотеатры и спортивные мероприятия. В другое время (например, по вечерам и в выходные) дополнительные периоды скопления людей могут быть результатом различных специальных мероприятий, таких как спортивные соревнования, фестивали или религиозные службы. Необычные заторы могут быть следствием аварии, строительства, долгих праздничных выходных или плохой погоды.